# Мій друг дядько Ваня
«Мій друг дядько Ваня» («ჩემი მეგობარი ძია ვანია») — радянський художній фільм 1977 року, знятий режисером Валеріаном Квачадзе на кіностудії «Грузія-фільм».

## Сюжет
Випадкова зустріч старого москвича Івана Сергійовича Балашова з вісімнадцятирічною Гією Гогітідзе, яка приїхала до столиці з аджарського села вступати до університету, не обіцяла героям нічого незвичайного. І ніхто з них не припускав, що за цією зустріччю піде віддана дружба і повне розуміння, якого потребував кожен.

## У ролях
- Микола Крючков — Іван Сергійович Балашов
- Бесік Гурчашвілі — Гія Гогітідзе
- Зураб Лаферадзе — головна роль
- Іван Дмитрієв — роль другого плану
- Ірина Азер — Олена
- Михайло Іоффе — роль другого плану
- Лариса Єрьоміна — дружина генерала
- Олександр Фадєєв — роль другого плану
- Іван Бичков — роль другого плану
- Анатолій Вєдьонкін — роль другого плану
- Ніна Колсицька — роль другого плану
- Тетяна Кузнецова — роль другого плану
- Володимир Мішкін — роль другого плану
- Валентина Сьоміна — роль другого плану
- Ія Хобуа — роль другого плану
- Василь Чхаїдзе — роль другого плану
- Микола Корноухов — епізод
- Володимир Фірсов — допитливий
- Микола Нікольський — епізод
- Анатолій Чеботарьов — епізод
- Євген Красавцев — епізод
- Олександр Коняшин — епізод

## Знімальна група
- Режисер — Валеріан Квачадзе
- Сценарист — Суліко Жгенті
- Оператор — Леван Намгалашвілі
- Композитори — Нугзар Вацадзе, Олександр Раквіашвілі
- Художник — Василь Арабідзе